# Lac Baker (Washington)
Pour les articles homonymes, voir Lac Baker.
Le lac Baker est un lac de barrage relevant du comté de Whatcom, dans le Washington, aux États-Unis. Il est situé à 214 mètres d'altitude dans la forêt nationale du mont Baker-Snoqualmie.